# Jaye Davidson
Jaye Davidson (született Alfred Amey) (Riverside, Kalifornia, 1968. március 21. –)  ghánai származású brit–amerikai színész és modell.

## Élete
Édesanyja angol, apja ghánai származású. Davidson két és fél éves korában költözött a család Angliába, ahol egy középosztálybeli fehér közösségben nőtt fel. Szülei még kiskorában elváltak, így került édesanyjához, aki katolikus neveltetésben részesítette. 16 évesen abbahagyta az iskolát és alkalmi munkákat vállalt, többek között fodrász és modell is volt. De álma mindig is a divattervezés volt.
Derek Jarman forgatási zárópartiján ismerte meg Neil Jordant, aki főszerepet ajánlott neki következő filmjében, a Síró játékban. Nem sokkal korábban vesztette el utolsó állását David és Elizabeth Emanuel divattervezőknél, akik többet között Diana hercegnő menyasszonyi ruháját is tervezték. Jaye Davidson nem lelkesedett különösebben a színészi karrierért, de pénzügyi helyzete hamar rákényszerítette. A Síró játék 1992-es bemutatása nagy siker volt és még egy Oscar jelölést is hozott számára. Ezek után mégis elmaradtak a következő rangos ajánlatok.
Rosszul viselte a bemutató után rá irányuló nagy figyelmet. Az 1994-es Csillagkapu című filmbe felajánlották számára Ra napisten szerepét. Mivel nem akarta egyszerűen csak visszautasítani a szerepet ezért egy - hite szerint eltúlzott - gázsi igényt nyújtott be 1 millió dollárra. Az igényét elfogadták és végül eljátszotta szerepet. Azóta jobbára felhagyott a színészettel, a divatszakmában dolgozik.

## Szerepei
| Év   | Eredeti cím                       | Magyar cím                   | Szerep     |
| ---- | --------------------------------- | ---------------------------- | ---------- |
| 1992 | The Crying Game                   | Síró játék - The Crying Game | Dil        |
| 1994 | Stargate                          | Csillagkapu                  | Rá         |
| 1994 | Jiggery Pokery (TV)               |                              | önmaga     |
| 1996 | Catwalk (dokumentumfilm)          |                              | önmaga     |
| 1999 | Cousin Joey                       |                              |            |
| 2009 | The Borghilde Project (rövidfilm) |                              | náci fotós |

## Díjak és jelölések
Oscar-díj (1993)
- jelölés: legjobb férfi mellékszereplő (Síró játék)

BAFTA-díj (1993)
- jelölés: legjobb férfi mellékszereplő (Síró játék)